# Большой Березник (Пермский край)
Большой Березник — деревня в Чернушинском районе Пермского края. Входит в состав Слудовского сельского поселения.
Находится примерно в 2 км к западу от центра города Чернушки.

## Население
В 2005 году численность населения составляла 248 человек.
По результатам переписи 2010 года численность населения составила 429 человек, в том числе 207 мужчин и 222 женщины.